# Van Cao's Meditation
Van Cao's Meditation là một tác phẩm khí nhạc độc tấu dành cho piano của nhà soạn nhạc đương đại người Mỹ Robert Ashley (1930–2014), sáng tác vào năm 1992. Bản nhạc này được Robert Ashley lấy cảm hứng sáng tác từ tấm hình chụp Văn Cao, nhạc sĩ nổi tiếng người Việt Nam đang ngồi trầm ngâm bên chiếc đại dương cầm, tấm hình sau đó xuất hiện trên tạp chí National Geographic vào năm 1989. Dù bản nhạc được Robert Ashley sáng tác ở thời điểm khi Văn Cao vẫn còn sống nhưng cho đến khi Văn Cao qua đời (1995), Robert Ashley vẫn chưa một lần gặp mặt tác giả của Tiến quân ca, bài quốc ca của Việt Nam.
Bản nhạc Van Cao's Meditation sau khi ra đời (1992) đã được biểu diễn lần đầu tiên bởi nghệ sĩ piano Lois Svard và được đưa vào album nhạc của cô mang tên là "With and Without Memory".